# Каниэ
Каниэ (яп. 蟹江町 Каниэ-тё:) — посёлок в Японии, находящийся в уезде Ама префектуры Айти. Площадь посёлка составляет 11,10 км², население — 36 618 человек (1 июня 2014), плотность населения — 3298,92 чел./км².

## Географическое положение
Посёлок расположен на острове Хонсю в префектуре Айти региона Тюбу. С ним граничат города Нагоя, Цусима, Айсай, Ятоми, Ама и село Тобисима.

## Население
Население посёлка составляет 36 618 человек (1 июня 2014), а плотность — 3298,92 чел./км². Изменение численности населения с 1980 по 2005 годы:
| 1980 | 30 966 чел. |  |
| 1985 | 32 249 чел. |  |
| 1990 | 34 428 чел. |  |
| 1995 | 36 366 чел. |  |
| 2000 | 36 240 чел. |  |
| 2005 | 36 750 чел. |  |

## Символика
Деревом посёлка считается Osmanthus fragrans, цветком — Iris ensata, птицей — Acrocephalinae.